# Leo Löwenthal
Leo Löwenthal (* 3. November 1900 in Frankfurt am Main; † 21. Januar 1993 in Berkeley, Kalifornien) war ein deutscher Literatursoziologe.

## Leben
Löwenthal war ein Sohn des Arztes Victor Löwenthal und seiner Frau Rosie, geb. Bing. Er wuchs in Frankfurt in einer nicht religiös geprägten jüdischen Familie auf, gleichwohl blieb sein „Verhältnis zum Judentum und Jüdischen“ für ihn eine Zeitlang „sehr zentral“. Er besuchte das Goethe-Gymnasium. Nach dem Notabitur im Juni 1918 leistete er bis September 1918 Militärdienst bei einem Eisenbahnregiment in Hanau. Anschließend studierte er ohne festes Ziel eigentlich alles außer Medizin in Gießen, Frankfurt und Heidelberg. 1923 wurde er an der Universität Frankfurt mit einer Dissertation über Die Sozialphilosophie Franz von Baaders. Beispiel und Problem einer religiösen Philosophie promoviert.
Bereits 1918 hatte er an der Frankfurter Universität eine sozialistische Studentengruppe gegründet. Als Zwanzigjähriger engagierte er sich in der Sozialhilfe für ostjüdische Flüchtlinge und arbeitete an einer jüdischen Wochenzeitung mit. Ab 1921 wirkte er als Dozent am Freien Jüdischen Lehrhaus. Ab 1925 arbeitete er nebenberuflich für das Frankfurter Institut für Sozialforschung. Ein Versuch, sich bei Hans Cornelius mit einer Arbeit über Die Philosophie des Helvétius zu habilitieren, scheiterte aber 1926. Im Anschluss legte er das Staatsexamen ab und arbeitete 1927–1930 als Lehrer für Deutsch, Geschichte und Philosophie an der Liebig-Oberrealschule in Bockenheim.
Seit 1930 war Löwenthal hauptberuflicher Mitarbeiter des Instituts für Sozialforschung. 1932 übernahm er die geschäftsführende Redaktion der Zeitschrift für Sozialforschung. Auch nach der nationalsozialistischen Machtergreifung und der zwangsweisen Schließung des Instituts durch die neuen Machthaber blieb Löwenthal als letzter Mitarbeiter des Instituts in Frankfurt, um dessen Emigration – über Genf nach New York City, wo die Columbia University eine Liegenschaft bereitstellte – zu organisieren. Erst 1934 emigrierte auch Löwenthal in die USA, wo er im Gegensatz zu anderen Mitarbeitern der Frankfurter Schule auch nach Kriegsende blieb. 1949 wurde er Forschungsleiter (Research Director) des Senders Voice of America; 1956 erhielt er einen Lehrstuhl für Soziologie an der Universität von Kalifornien in Berkeley, wo er bis zu seinem Tod 1993 lebte.
Er gehörte neben Theodor W. Adorno, Max Horkheimer und Herbert Marcuse zu den Mitbegründern der Kritischen Theorie, die auch als Frankfurter Schule bekannt wurde. Seine berühmteste und einflussreichste Arbeit dürfte eine gewesen sein, die gemeinhin nicht mit seinem Namen in Verbindung gebracht wird. Adorno und Horkheimer erwähnen in der Vorrede zu Dialektik der Aufklärung, dass sie die ersten drei Thesen der „Elemente des Antisemitismus“ in der Dialektik der Aufklärung zusammen mit Löwenthal verfasst haben. In der Studie Falsche Propheten. Studien zum Autoritarismus (1949) analysiert Löwenthal die rhetorischen und psychologischen Mechanismen in den Reden faschistischer Agitatoren. Dabei vertritt er die These, dass die Agitatoren das von der bürgerlichen Gesellschaft permanent bei den Subjekten produzierte Unbehagen ausnutzen und verstärken. Die Agitation funktioniere daher wie eine „umgekehrte Psychoanalyse“.
1977 heiratete Löwenthal in zweiter Ehe Susanne Hoppmann. Die gelernte Übersetzerin, die ebenfalls an der Universität arbeitete, übertrug zu Beginn der 1980er Jahre einen Teil der noch unveröffentlichten Arbeiten Löwenthals ins Deutsche. Sie lebt heute in Berkeley.
Löwenthals Studien gehören zu den Pionierarbeiten im Bereich der Literatursoziologie.

## Ehrungen
- Goethe-Plakette des Landes Hessen (1982)
- Goetheplakette der Stadt Frankfurt am Main (1982)
- Großes Bundesverdienstkreuz (11. Februar 1985)[9]
- Ehrendoktor der Universität Siegen (1985)
- Theodor-W.-Adorno-Preis (1989)
- Ehrendoktor der Universität Hamburg (1990)

## Schriftenverzeichnis
- Alessandra Sorbello Staub: Verzeichnis der Veröffentlichungen von Leo Löwenthal. In: Peter-Erwin Jansen (Hg.): Das Utopische soll Funken schlagen … Zum hundertsten Geburtstag von Leo Löwenthal. (= Frankfurter Bibliotheksschriften. Band 8). Klostermann, Frankfurt am Main 2000, ISBN 3-465-03117-2, S. 182–197.

## Werke
- Schriften in fünf Bänden. Suhrkamp, Frankfurt am Main 1980–1987 DNB 550655409:

1. Literatur und Massenkultur. 1980, ISBN 978-3-518-28501-5
2. Das bürgerliche Bewusstsein in der Literatur. 1981, ISBN 3-518-06506-8
3. Falsche Propheten. Studien zum Autoritarismus. 1982, ISBN 3-518-56507-9, Neuauflage 2021, ISBN 978-3-518-58762-1
4. Judaica, Vorträge, Briefe. 1984, ISBN 3-518-56508-7
5. Philosophische Frühschriften. 1987, ISBN 3-518-57848-0

- Mitmachen wollte ich nie. Ein autobiografisches Gespräch mit Helmut Dubiel. Suhrkamp, Frankfurt 1980, ISBN 3-518-11014-4
- Peter-Erwin Jansen, Christian Schmidt (Hrsg.): In steter Freundschaft. Briefwechsel. Leo Löwenthal – Siegfried Kracauer 1921–1966. zu Klampen, Springe 2003, ISBN 3-934920-27-6